# 長竹
長竹（ながたけ）は、神奈川県相模原市緑区の大字。

## 地理
緑区の南部に位置している。

### 河川
- 串川

### 地価
住宅地の地価は、2023年（令和5年）1月1日の公示地価によれば、長竹字金原362番4の地点で3万5600円/m2となっている。

## 世帯数と人口
2020年（令和2年）10月1日現在（国勢調査）の世帯数と人口（総務省調べ）は以下の通りである。
| 大字 | 世帯数  | 人口    |
| ---- | ------- | ------- |
| 長竹 | 941世帯 | 2,228人 |

### 人口の変遷
国勢調査による人口の推移。なお、2005年までは、津久井町の情報を掲載している。
| 年                 | 人口  |
| ------------------ | ----- |
| 1995年（平成7年）  | 3,195 |
| 2000年（平成12年） | 3,016 |
| 2005年（平成17年） | 2,853 |
| 2010年（平成22年） | 2,594 |
| 2015年（平成27年） | 2,356 |
| 2020年（令和2年）  | 2,228 |

### 世帯数の変遷
国勢調査による世帯数の推移。なお、2005年までは、津久井町の情報を掲載している。
| 年                 | 世帯数 |
| ------------------ | ------ |
| 1995年（平成7年）  | 910    |
| 2000年（平成12年） | 887    |
| 2005年（平成17年） | 904    |
| 2010年（平成22年） | 885    |
| 2015年（平成27年） | 877    |
| 2020年（令和2年）  | 941    |

## 学区
市立小・中学校に通う場合、学区は以下の通りとなる（2023年5月時点）。
- 番・番地等 : 全域
  - 小学校 : 相模原市立広陵小学校
  - 中学校 : 相模原市立中沢中学校

## 事業所
2021年（令和3年）現在の経済センサス調査による事業所数と従業員数は以下の通りである。
| 大字 | 事業所数  | 従業員数 |
| ---- | --------- | -------- |
| 長竹 | 118事業所 | 1,820人  |

### 事業者数の変遷
経済センサスによる事業所数の推移。
| 年                 | 事業者数 |
| ------------------ | -------- |
| 2016年（平成28年） | 94       |
| 2021年（令和3年）  | 118      |

### 従業員数の変遷
経済センサスによる従業員数の推移。
| 年                 | 従業員数 |
| ------------------ | -------- |
| 2016年（平成28年） | 995      |
| 2021年（令和3年）  | 1,820    |

## 交通
- 国道412号
- 神奈川県道510号長竹川尻線
- 神奈川県道513号鳥屋川尻線

## 施設
- 相模原市立串川小学校
- 相模原市立串川中学校
- 津久井警察署 串川駐在所
- 長竹カントリークラブ[14]

## その他

### 日本郵便
- 郵便番号 : 252-0154[3]（集配局 : 橋本郵便局[15]）。